# Park Tae-hyeong
Park Tae-hyeong (kor. 박태형; * 7. April 1992) ist ein südkoreanischer Fußballspieler.

## Karriere
Das Fußballspielen erlernte Park Tae-hyeong in der Jugendmannschaft des Erstligisten Ulsan Hyundai und in der Universitätsmannschaft der Dankook University. Seinen ersten Vertrag unterschrieb er 2015 beim Goyang Zaicro FC, einem Verein, der in der Zweiten Liga, der K League 2 spielte. Kurz vor Jahresende 2016 trat der Verein aus der K League 2 zurück und er verließ den Verein in Richtung Gyeongju KHNP FC. Nach einem Jahr ging er 2018 zum Drittligisten Daejeon Korail FC nach Daejeon. Über Siheung City FC, wo er Anfang 2019 einen Vertrag unterschrieb, kam er im Juli 2019 nach Thailand. Hier unterschrieb er einen Vertrag beim Zweitligisten Rayong FC aus Rayong. Mit dem Verein wurde er Ende 2019 Tabellendritter und stieg somit in die Erste Liga, der Thai League, auf. Für Rayong spielte er noch ein Jahr in der ersten Liga. Nach insgesamt 27 Spielen für Rayong wechselte er Anfang 2021 zum Zweitligisten Nongbua Pitchaya FC nach Nong Bua Lamphu. Im März 2021 feierte er mit Nongbua die Zweitligameisterschaft und den Aufstieg in die erste Liga. Für den Verein absolvierte er sieben Zweitligaspiele. Nach der Saison wurde sein Vertrag nicht verlängert.
Seit dem 1. Juni 2021 ist Park Tae-hyeong vertrags- und vereinslos.

## Erfolge
Gyeongju KHNP FC
- Korea National League: 2017

Nongbua Pitchaya FC
- Thai League 2: 2020/21  ▲